# Kodima
Kodima är en månatlig dagstidning på vepsiska och ryska i Petrozavodsk i Ryssland. Den har en upplaga på 600 exemplar.